# Mellanvikt i fristil i brottning vid olympiska sommarspelen 1972
Herrarnas brottningsturnering i fristil i viktklassen mellanvikt vid olympiska sommarspelen 1972 avgjordes i Fairgrounds, Judo and Wrestling Hall i München. 

## Medaljörer
| Klass      | Guld                              | Silver              | Brons                   |
| Mellanvikt | Levan Tediasjvili · Sovjetunionen | John Peterson · USA | Vasile Iorga · Rumänien |

## Resultat
Legend
- TF — Vinst genom fall
- IN — Vinst genom att motståndaren skadas
- DQ — Vinst genom passivitet
- D1 — Vinst genom passivitet, vinnaren är också passiv
- D2 — Båda brottarna förlorade på grund av passivitet
- FF — Vinst genom förverkande
- DNA — Anlände inte
- TPP — Totala straffpoäng
- MPP — Matchstraffpoäng

Straff
- 0 — Vinst genom fall, teknisk överlägsenhet, passivitet, skada och förverkande
- 0.5 — Vinst på poäng, 8-11 poängs skillnad
- 1 — Vinst på poäng, 1-7 poängs skillnad
- 2 — Vinst på passivitet,  vinnaren är också passiv
- 3 — Förlust på poäng, 1-7 poängs skillnad
- 3.5 — Förlust på poäng, 8-11 poängs skillnad
- 4 — Förlust genom fall, teknisk överlägsenhet, passivitet, skada och förverkande

### Elimineringsrunda

#### Omgång 1
| TPP | MPP |                           | Poäng |                         | MPP | TPP |
| --- | --- | ------------------------- | ----- | ----------------------- | --- | --- |
| 4   | 4   | Harish Chander (IND)      | 7:08  | David Aspin (NZL)       | 4   | 4   |
| 2   | 2   | Tatsuo Sasaki (JPN)       |       | Ali Hajiloo (IRI)       | 2   | 2   |
| 1   | 1   | Jimmy Martinetti (SUI)    |       | Jesús Blanco (ARG)      | 3   | 3   |
| 3   | 3   | André Bouchoule (FRA)     |       | Vasile Iorga (ROU)      | 1   | 1   |
| 4   | 4   | Constant Bens (BEL)       | 0:52  | Peter Neumair (FRG)     | 0   | 0   |
| 4   | 4   | Richard Barraclough (GBR) | 1:49  | John Peterson (USA)     | 0   | 0   |
| 0   | 0   | Jan Wypiórczyk (POL)      | 8:41  | Lupe Lara (CUB)         | 4   | 4   |
| 4   | 4   | Ghulam Dastagir (AFG)     | 3:41  | Kurt Elmgren (SWE)      | 0   | 0   |
| 3.5 | 3.5 | Ibrahim Diop (SEN)        |       | Levan Tediasjvili (URS) | 0.5 | 0.5 |
| 3   | 3   | Hayri Polat (TUR)         |       | Tömöriin Artag (MGL)    | 1   | 1   |
| 1   | 1   | Horst Stottmeister (GDR)  |       | István Kovács (HUN)     | 3   | 3   |
| 1   | 1   | Ivan Iliev (BUL)          |       | Taras Hyrb (CAN)        | 3   | 3   |

#### Omgång 2
| TPP | MPP |                          | Poäng |                           | MPP | TPP |
| --- | --- | ------------------------ | ----- | ------------------------- | --- | --- |
| 8   | 4   | Harish Chander (IND)     | 8:55  | Tatsuo Sasaki (JPN)       | 0   | 2   |
| 7   | 3   | David Aspin (NZL)        |       | Ali Hajiloo (IRI)         | 1   | 3   |
| 2   | 1   | Jimmy Martinetti (SUI)   |       | André Bouchoule (FRA)     | 3   | 6   |
| 7   | 4   | Jesús Blanco (ARG)       | 5:10  | Vasile Iorga (ROU)        | 0   | 1   |
| 7.5 | 3.5 | Constant Bens (BEL)      |       | Richard Barraclough (GBR) | 0.5 | 4.5 |
| 3   | 3   | Peter Neumair (FRG)      |       | John Peterson (USA)       | 1   | 1   |
| 0   | 0   | Jan Wypiórczyk (POL)     | 5:58  | Ghulam Dastagir (AFG)     | 4   | 8   |
| 7   | 3   | Lupe Lara (CUB)          |       | Kurt Elmgren (SWE)        | 1   | 1   |
| 7.5 | 4   | Ibrahim Diop (SEN)       | 5:58  | Hayri Polat (TUR)         | 0   | 3   |
| 1.5 | 1   | Levan Tediasjvili (URS)  |       | Tömöriin Artag (MGL)      | 3   | 4   |
| 1   | 0   | Horst Stottmeister (GDR) | 5:42  | Ivan Iliev (BUL)          | 4   | 5   |
| 4   | 1   | István Kovács (HUN)      |       | Taras Hyrb (CAN)          | 3   | 6   |

#### Omgång 3
| TPP | MPP |                      | Poäng |                           | MPP | TPP |
| --- | --- | -------------------- | ----- | ------------------------- | --- | --- |
| 3   | 1   | Tatsuo Sasaki (JPN)  |       | Jimmy Martinetti (SUI)    | 3   | 5   |
| 7   | 4   | Ali Hajiloo (IRI)    | 7:10  | Vasile Iorga (ROU)        | 0   | 1   |
| 3   | 0   | Peter Neumair (FRG)  | 2:22  | Richard Barraclough (GBR) | 4   | 8.5 |
| 1   | 0   | John Peterson (USA)  | 6:35  | Jan Wypiórczyk (POL)      | 4   | 4   |
| 5   | 4   | Kurt Elmgren (SWE)   | 8:44  | Levan Tediasjvili (URS)   | 0   | 1.5 |
| 6   | 3   | Hayri Polat (TUR)    |       | Horst Stottmeister (GDR)  | 1   | 2   |
| 5   | 1   | Tömöriin Artag (MGL) |       | István Kovács (HUN)       | 3   | 7   |
| 5   |     | Ivan Iliev (BUL)     |       | Bye                       |     |     |

#### Omgång 4
| TPP | MPP |                          | Poäng |                         | MPP | TPP |
| --- | --- | ------------------------ | ----- | ----------------------- | --- | --- |
| 8   | 3   | Ivan Iliev (BUL)         |       | Tatsuo Sasaki (JPN)     | 1   | 4   |
| 9   | 4   | Jimmy Martinetti (SUI)   | 7:31  | Vasile Iorga (ROU)      | 0   | 1   |
| 4   | 1   | Peter Neumair (FRG)      |       | Jan Wypiórczyk (POL)    | 3   | 7   |
| 4   | 3   | John Peterson (USA)      |       | Levan Tediasjvili (URS) | 1   | 2.5 |
| 6   | 1   | Kurt Elmgren (SWE)       |       | Tömöriin Artag (MGL)    | 3   | 8   |
| 2   |     | Horst Stottmeister (GDR) |       | Bye                     |     |     |

#### Omgång 5
| TPP | MPP |                          | Poäng |                         | MPP | TPP |
| --- | --- | ------------------------ | ----- | ----------------------- | --- | --- |
| 4   | 2   | Horst Stottmeister (GDR) |       | Tatsuo Sasaki (JPN)     | 2   | 6   |
| 4   | 3   | Vasile Iorga (ROU)       |       | John Peterson (USA)     | 1   | 5   |
| 7   | 3   | Peter Neumair (FRG)      |       | Levan Tediasjvili (URS) | 1   | 3.5 |

#### Sista omgångarna
| TPP | MPP |                          | Poäng |                         | MPP | TPP |
| --- | --- | ------------------------ | ----- | ----------------------- | --- | --- |
| 7   | 3   | Horst Stottmeister (GDR) |       | John Peterson (USA)     | 1   | 6   |
| 7   | 3   | Vasile Iorga (ROU)       |       | Levan Tediasjvili (URS) | 1   | 4.5 |